# Верхняя Дуванка
Ве́рхняя Дува́нка (укр. Верхня Дуванка) — село, относится к Сватовскому району Луганской области Украины.
Село основано сотником, полковым есаулом Изюмского полка Андреем Ивановичем Двигубским, построившим в нём деревянную церковь Благовещения Пресвятой Богородицы.
Правнук А. И. Двигубского Георгий Яковлевич Тихоцкий в 1810 году, как пишет архиепископ Филарет: «…испросил у Преосвященного Христофора благословение на построение собственным иждивением каменного храма… Церковь была освящена в 1824 году. Благочестивый храмоздатель Тихоцкий, владея искусством живописи, украсил храм иконами собственной кисти. К чести строителя Тихоцкого и всех прихожан должно сказать, что Дуванский храм своим благолепием и богатством церковной утвари может быть отнесён к самым первым храмам всего уезда».
В Верхней Дуванке в доме отца в 1807 году родился и вырос генерал Сергей Георгиевич Тихоцкий, зять адмирала Петра Ивановича Рикорда.
Административно относилось к Купянскому уезду Харьковской губернии.
Население по переписи 2001 года составляло 376 человек. Почтовый индекс — 92610. Телефонный код — 6471. Занимает площадь 2,782 км². Код КОАТУУ — 4424080501.

## Местный совет
92610, Луганська обл., Сватівський р-н, с. Верхня Дуванка, майдан Перемоги, 41 (укр.)